# Polygala yemenica
Polygala yemenica är en jungfrulinsväxtart som beskrevs av Chod.. Polygala yemenica ingår i släktet jungfrulinssläktet, och familjen jungfrulinsväxter. Inga underarter finns listade i Catalogue of Life.